# Дарашколь
Дарашколь (алт. Јараш кӧл) — «Дяраш Коль, красивое озеро» — высокогорное озеро в Алтайских горах. Высота над уровнем моря — 2133 м.
Озеро расположено в пределах Катунского хребта, к северо-западу от ледника Иолдо-Айры, в верховьях одноимённой долины. Относится к бассейну реки Кучерла. Административно находится в Усть-Коксинском районе Республики Алтай
Озеро находится на территории природного парка «Белуха», куда также входят озёра Кучерлинское, Аккемское, и является объектом всемирного культурного и природного наследия ЮНЕСКО.
Дарашколь располагается юго-восточнее Кучерлинских озёр, в окружении горных вершин, пустошей и ледников. Водоём с кристально чистой водой бирюзового цвета, которая меняет цвет в зависимости от состояния неба и времени суток. Один из берегов ограничен отвесными скалами, на других — непроходимая тайга.
В ходе наблюдений учёных-орнитологов, проходивших в 2014 и 2015 годах на озере Дарашколь, здесь встречались такие редкие птицы, как большой баклан, белохвостый песочник, круглоносый плавунчик и другие пернатые.
К озеру ведёт пеший туристический маршрут, не требующий специального альпинистского снаряжения, который занимает не менее 2 суток.